# ユケランヌプリ
ユケランヌプリもしくは雪乱山（ゆきらんざん）は、北海道の釧路市音別町にある標高721.3mの山である。山頂には二等三角点「雪乱山」が設置されている。

## 概要
白糠丘陵主稜線上から音別町側に少し伸びた支稜線上に位置する山で、標高はウコタキヌプリに次いで2番目に高く、町域を流れる音別川の源流が流れる音別町の最高峰である。現在は国土地理院地形図に記載されていないものの、北海道実測切図など古地図には山名が見られる。
山名はアイヌ語で「鹿が下る山」を意味し元々はウコタキヌプリを指していたとされ、伝説では鹿を司る神が天から鹿を下ろした場所と言われ、最近までは鹿の下ろされる音とされる雷鳴がよく鳴っていたという。また下ろされた鹿が峰を伝って人里へ降りたことから足寄や白糠地域に鹿が多いとされ、石炭岬やサシウシの岬では鹿を下ろしてもらうよう酒をあげたという。